# Pericoma albitarsis (Banks, 1895)
Pericoma albitarsis és una espècie d'insecte dípter pertanyent a la família dels psicòdids. Es troba a Nord-amèrica.